# (3074) Popov
(3074) Popov (1979 YE9; 1964 TZ; 1975 XK1; 1978 RF14) ist ein ungefähr zehn Kilometer großer Asteroid des inneren Hauptgürtels, der am 24. Dezember 1979 von der ukrainischen (damals: Sowjetunion) Astronomin Ljudmyla Schurawlowa am Krim-Observatorium (Zweigstelle Nautschnyj) auf der Halbinsel Krim (IAU-Code 095) entdeckt wurde.

## Benennung
(3074) Popov wurde nach dem russischen Physiker und Pionier der Funktechnik Alexander Stepanowitsch Popow (1859–1906) benannt, der das Radio im Russischen Kaiserreich eingeführt hatte.